# Fog Devils de Saint-Jean
Les Fog Devils de Saint-Jean sont une franchise de hockey sur glace de Saint-Jean dans la province de Terre-Neuve-et-Labrador au Canada, qui évoluait dans la Ligue de hockey junior majeur du Québec.

## Historique
L'équipe est créée en 2005 et intègre la Ligue de hockey junior majeur du Québec. En 2008, elle déménage pour devenir le Club de hockey Junior de Montréal.

## Statistiques
| No | Saison    | PJ | V  | D  | DP | DTB | BP  | BC  | Pts | Classement      | Séries éliminatoires |
| -- | --------- | -- | -- | -- | -- | --- | --- | --- | --- | --------------- | -------------------- |
| 1  | 2005-2006 | 70 | 30 | 34 | 5  | 1   | 219 | 286 | 66  | 6e division Est | Défaite au 1er tour  |
| 2  | 2006-2007 | 70 | 28 | 36 | 2  | 4   | 228 | 310 | 62  | 7e division Est | Défaite au 1er tour  |
| 3  | 2007-2008 | 70 | 32 | 30 | 1  | 7   | 217 | 225 | 72  | 6e division Est | Défaite au 1er tour  |